# Zelotes coeruleus
Zelotes coeruleus este o specie de păianjeni din genul Zelotes, familia Gnaphosidae. A fost descrisă pentru prima dată de Holmberg, 1876. Conform Catalogue of Life specia Zelotes coeruleus nu are subspecii cunoscute.